# Maik Meyer
Maik Meyer, né en 1970 à Frauenstein, est un astronome amateur allemand.
Il a découvert la comète 312P/NEAT, 40 comètes SoHO en 2000 ainsi que le groupe de comètes qui porte aujourd'hui son nom,.
Meyer a déclaré d'avoir développé sa passion pour la découverte à travers les romans de Jules Verne et la série télévisée Star Trek.
L'astéroïde (52005) Maik a été nommé en son honneur.
| (112233) Kammerer    | 16 mai 2002       |
| (112328) Klinkerfues | 16 juin 2002      |
| (132445) Gaertner    | 14 avril 2002     |
| (132661) Carlbaeker  | 12 juin 2002      |
| (195600) Scheithauer | 15 mai 2002       |
| (215423) Winnecke    | 4 avril 2002      |
| (270553) Loureed     | 12 avril 2002     |
| (286842) Joris       | 3 juillet 2002    |
| (302542) Tilmann     | 5 juillet 2002    |
| (302652) Hauke       | 10 septembre 2002 |